# Kenyentulus shennongjiensis
Kenyentulus shennongjiensis är en urinsektsart som beskrevs av Yin 1987. Kenyentulus shennongjiensis ingår i släktet Kenyentulus och familjen lönntrevfotingar. Inga underarter finns listade i Catalogue of Life.